# 上蔡戰鬥 (北洋政府時期)
上蔡戰鬥發生於1927年5月21日，地點則是在中國豫東一帶，是國民革命軍北伐戰爭的戰鬥之一。上蔡戰鬥的交戰雙方，一方為國民革命軍，另一方為北洋政府所轄軍隊。

## 參看
- 中華民國北洋政府時期內戰戰鬥列表